# José Luis Chilavert
José Luis Félix Chilavert González (pronuncia IPA: [xoseˈlwis tʃilaˈβert ɣonˈsales]; Luque, 27 luglio 1965) è un ex calciatore paraguaiano, di ruolo portiere.
Più volte annoverato tra i migliori portieri al mondo, è secondo nella classifica IFFHS dei migliori portieri sudamericani del secolo, dietro Amadeo Carrizo; ciononostante, nella classifica mondiale risulta sesto, davanti a Carrizo (decimo). Sempre dall'IFFHS è stato eletto per tre volte portiere dell'anno (1995, 1997, 1998) raggiungendo il podio altre due volte (1996 e 1999).

## Caratteristiche tecniche

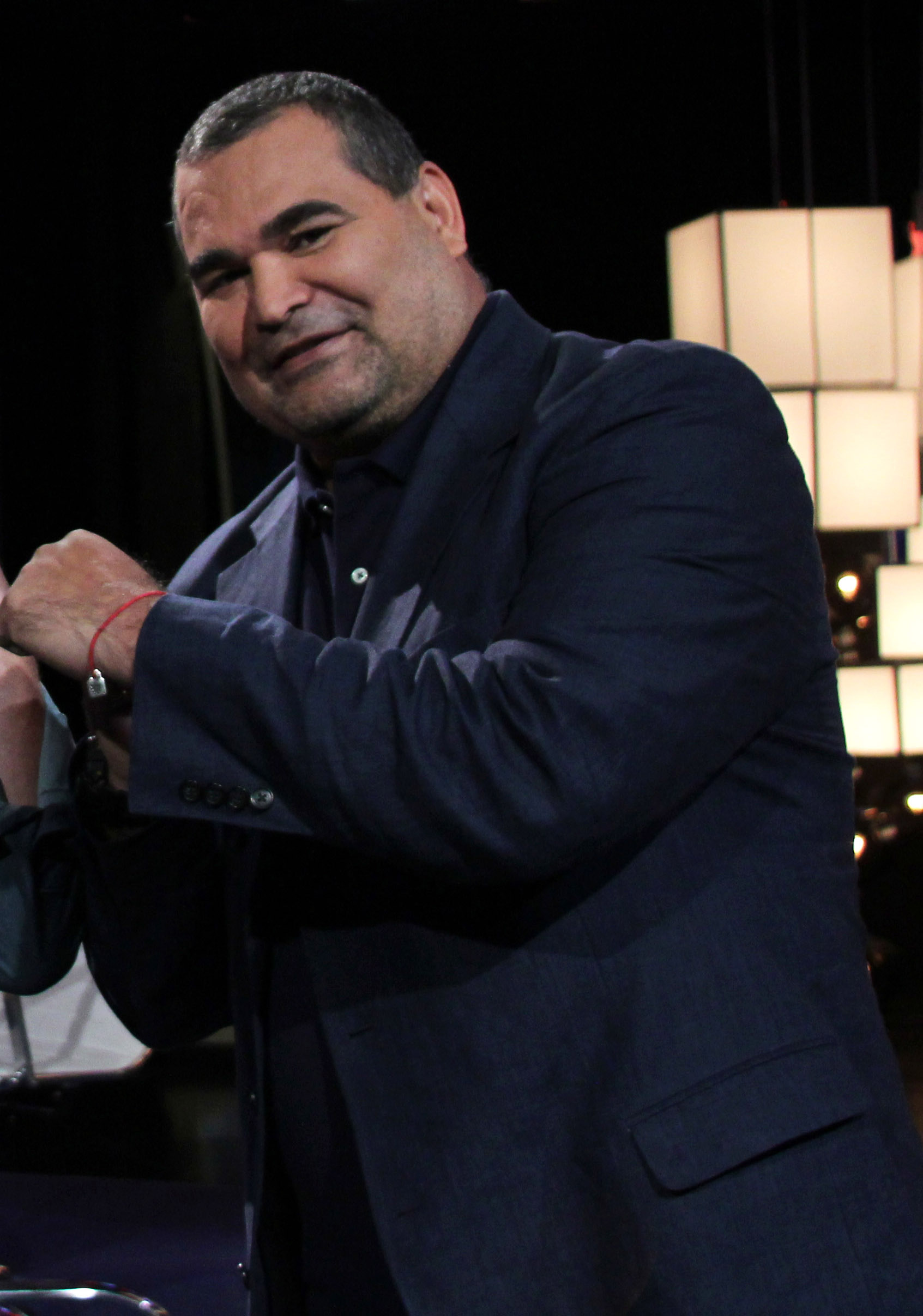
Chilavert nel 2014.

Aveva molta dimestichezza sia con i calci di punizione che con i calci di rigore. Questa capacità gli ha consentito di essere a lungo il portiere con più gol all'attivo della storia, sorpassato solo il 20 agosto 2006 dal brasiliano Rogério Ceni. Nella sua carriera ha segnato 54 gol nei club e 8 in Nazionale, per un totale di 62 (di cui 45 su calcio di rigore, 15 su punizione e 2 su azione).

## Carriera

### Club

#### Gli esordi, la prima vittoria e il trasferimento all'estero
Inizia a giocare come portiere molto piccolo, grazie al fratello più grande che lo relegava sempre in porta. Nel 1980 debutta giovanissimo (15 anni) nel secondo livello del campionato paraguaiano con la maglia dello Sportivo Luqueño, formazione della sua città natale.
Nel 1984 sale di categoria perché viene acquistato dal Guaraní, formazione della capitale nella quale resta per un breve periodo e con la quale vince il campionato paraguaiano di massima serie. Al termine di questa avventura viene acquistato dal San Lorenzo, formazione che milita nel campionato argentino.

#### Il debutto europeo, la Nazionale, i primi gol
Dopo quattro stagioni in Argentina, avviene il suo debutto europeo: viene acquistato dal Real Zaragoza che gioca nel campionato spagnolo. Un anno dopo, nel 1989, avviene il suo duplice debutto: in Nazionale e come portiere/goleador. Infatti il 27 agosto gioca la sua prima partita in Nazionale contro la Colombia di René Higuita, valida per le qualificazioni della Coppa del Mondo. Le due formazioni allo scadere del tempo regolamentare erano bloccate sull'1-1, quando all'ultimo minuto viene fischiato un rigore in favore del Paraguay: Chilavert si incarica di tirarlo e fa gol, garantendo la vittoria alla sua squadra per 2-1.
Cinque mesi dopo, esattamente il 28 gennaio 1990, mette a segno la sua seconda marcatura, questa volta in campionato, sempre su calcio di rigore allo scadere del tempo regolamentare, contro la Real Sociedad facendo vincere il Real Zaragoza per 2-1. È l'inizio della lunga serie di gol (terminata a 62) che metterà a segno nella sua carriera.

#### Gli anni al Vélez
Dopo tre stagioni in Spagna torna in Argentina a vestire la maglia del Vélez Sarsfield. Giocherà per questa formazione nove anni regalandole e regalandosi numerosi premi e soddisfazioni. Nelle prime due stagioni non vinse nulla, poi nel 1993 giunse in panchina Carlos Bianchi, il quale puntò su Chilavert come leader di questa squadra e vinse quattro campionati nazionali, una Copa Libertadores, una Coppa Intercontinentale, una Coppa Interamericana, una Supercopa e una Recopa (il Vélez, senza il portiere paraguayano, ha vinto solo due campionati, di cui uno nel 1968 e uno nel 2005, e nessun'altra coppa). A livello personale, sempre in questi anni, ha vinto tre volte il premio dell'IFFHS (unico sudamericano a riuscirci) come miglior portiere dell'anno, una volta il premio come miglior giocatore del campionato argentino dell'anno e una volta il premio come miglior giocatore sudamericano dell'anno.
Il 2 ottobre 1994 ha segnato il suo primo gol su calcio di punizione nella partita contro il Deportivo Español (1-0) e il 19 aprile 1998 ha segnato il suo primo gol su azione contro il Colón (6-1).

#### Gli ultimi anni
Nel 2000 lascia il Vélez per tornare in Europa, questa volta nel campionato francese, a vestire la maglia dello Strasburgo, dove però è stato spesso e volentieri relegato in panchina. Ad ogni modo, con la maglia della squadra francese vince nel 2001 la Coppa di Francia (segnando l'ultimo dei calci di rigore) e nel 2002 partecipa al suo secondo mondiale, quello di Giappone/Corea. Di questo mondiale gioca solo le ultime due partite del girone di qualificazione per una squalifica e il successivo ottavo di finale contro la Germania, ma anche qui la sua squadra viene eliminata da un gol allo scadere del tempo regolamentare. Di ritorno dall'avventura mondiale si svincola dallo Strasburgo ed approda al Peñarol, squadra della capitale uruguaiana. Qui rimane una stagione e vince il campionato nazionale (suo ultimo trofeo) nel 2003. L'anno successivo torna per un'ultima stagione al Vélez prima di chiudere definitivamente la carriera l'11 novembre 2004.

#### L'addio al calcio giocato
Ha salutato il mondo del calcio giocato l'11 novembre 2004 con un'amichevole in cui ha anche segnato un gol. Nel 2005 è stato condannato a sei mesi di carcere in Francia per aver falsificato dei certificati medici al ritorno dal mondiale di Giappone e Corea del 2002 e poter così rescindere il suo contratto con lo Strasburgo. Dopo l'addio al calcio giocato è rimasto vicino al mondo del pallone prima con un reality show sul calcio, trasmesso negli Stati Uniti e poi facendo il commentatore sportivo per la televisione americana di lingua spagnola Univision durante il mondiale di Germania. Ha dichiarato che in un futuro prossimo vorrebbe allenare il Paraguay e in un futuro remoto diventare presidente della repubblica paraguayana.
È apparso nel 2014 come collaboratore e direttore tecnico inviato nel canale colombiano Canal RCN durante la partecipazione della nazionale di Colombia al mondiale 2014. Nello stesso periodo è stato opinionista dello stesso canale televisivo, andando in Brasile con la squadra del programma Futbolmania RCN.
Durante la fase eliminatoria di Russia 2018 è opinionista sportivo della canale televisivo paraguayano Canal 4 Telefuturo.
Diviene nuovamente famoso nel marzo 2024 per le scandalose parole a sfondo omofobo rivolte al calciatore del Real Madrid Vinícius Júnior.

### Nazionale
Con la Nazionale paraguaiana ha disputato due Mondiali (Francia 1998 e Corea/Giappone 2002), arrivando agli ottavi di finale in entrambe le occasioni (nella prima rassegna iridata viene eliminato dalla nazionale francese per 1-0 grazie al golden gol di Laurent Blanc).
Con 74 presenze è il settimo giocatore per numero di apparizioni con la Nazionale paraguaiana.
Alla fine dell'incontro di qualificazione per i mondiali con il Brasile del 15 agosto 2001 sputò in faccia a Roberto Carlos, gesto che gli costò tre turni di squalifica (tra i quali la prima partita della coppa del mondo contro il Sudafrica). Chilavert accusò Roberto Carlos di razzismo e gesti osceni durante l'incontro. Successivamente, invece, rivelò che Roberto Carlos venendogli incontro dopo la partita gli disse: "Indio, le ganamos 2-0" che tradotto equivale a "Indiano, abbiamo vinto 2-0" e giustificò il suo brutto gesto dicendo di essere stato provocato dai brasiliani in una partita che era stata una guerra.

## Statistiche

### Cronologia presenze e reti in nazionale
| Cronologia completa delle presenze e delle reti in nazionale ― Paraguay | Cronologia completa delle presenze e delle reti in nazionale ― Paraguay | Cronologia completa delle presenze e delle reti in nazionale ― Paraguay | Cronologia completa delle presenze e delle reti in nazionale ― Paraguay | Cronologia completa delle presenze e delle reti in nazionale ― Paraguay | Cronologia completa delle presenze e delle reti in nazionale ― Paraguay | Cronologia completa delle presenze e delle reti in nazionale ― Paraguay | Cronologia completa delle presenze e delle reti in nazionale ― Paraguay |
| Data                                                                    | Città                                                                   | In casa                                                                 | Risultato                                                               | Ospiti                                                                  | Competizione                                                            | Reti                                                                    | Note                                                                    |
| ----------------------------------------------------------------------- | ----------------------------------------------------------------------- | ----------------------------------------------------------------------- | ----------------------------------------------------------------------- | ----------------------------------------------------------------------- | ----------------------------------------------------------------------- | ----------------------------------------------------------------------- | ----------------------------------------------------------------------- |
| 27-8-1989                                                               | Asunción                                                                | Paraguay                                                                | 2 – 1                                                                   | Colombia                                                                | Qual. Mondiali 1990                                                     | -1; 1                                                                   |                                                                         |
| 10-9-1989                                                               | Asunción                                                                | Paraguay                                                                | 2 – 1                                                                   | Ecuador                                                                 | Qual. Mondiali 1990                                                     | -1                                                                      |                                                                         |
| 14-6-1991                                                               | Santa Cruz de la Sierra                                                 | Bolivia                                                                 | 0 – 1                                                                   | Paraguay                                                                | Amichevole                                                              | -                                                                       |                                                                         |
| 16-6-1991                                                               | Asunción                                                                | Paraguay                                                                | 0 – 0                                                                   | Bolivia                                                                 | Amichevole                                                              | -                                                                       |                                                                         |
| 6-7-1991                                                                | Santiago del Cile                                                       | Paraguay                                                                | 1 – 0                                                                   | Perù                                                                    | Coppa America 1991 - 1º turno                                           | -                                                                       |                                                                         |
| 10-7-1991                                                               | Santiago del Cile                                                       | Paraguay                                                                | 5 – 0                                                                   | Venezuela                                                               | Coppa America 1991 - 1º turno                                           | -                                                                       |                                                                         |
| 12-7-1991                                                               | Concepción                                                              | Argentina                                                               | 4 – 1                                                                   | Paraguay                                                                | Coppa America 1991 - 1º turno                                           | -4                                                                      |                                                                         |
| 14-7-1991                                                               | Santiago del Cile                                                       | Cile                                                                    | 4 – 0                                                                   | Paraguay                                                                | Coppa America 1991 - 1º turno                                           | -4                                                                      |                                                                         |
| 18-6-1993                                                               | Cuenca                                                                  | Paraguay                                                                | 1 – 0                                                                   | Cile                                                                    | Coppa America 1993 - 1º turno                                           | -                                                                       |                                                                         |
| 21-6-1993                                                               | Cuenca                                                                  | Paraguay                                                                | 1 – 1                                                                   | Perù                                                                    | Coppa America 1993 - 1º turno                                           | -1                                                                      |                                                                         |
| 24-6-1993                                                               | Cuenca                                                                  | Brasile                                                                 | 3 – 0                                                                   | Paraguay                                                                | Coppa America 1993 - 1º turno                                           | -3                                                                      |                                                                         |
| 26-6-1993                                                               | Quito                                                                   | Ecuador                                                                 | 3 – 0                                                                   | Paraguay                                                                | Coppa America 1993 - Quarti di finale                                   | -3                                                                      |                                                                         |
| 1-8-1993                                                                | Barranquilla                                                            | Colombia                                                                | 0 – 0                                                                   | Paraguay                                                                | Qual. Mondiali 1994                                                     | -                                                                       |                                                                         |
| 8-8-1993                                                                | Asunción                                                                | Paraguay                                                                | 1 – 3                                                                   | Argentina                                                               | Qual. Mondiali 1994                                                     | -3                                                                      |                                                                         |
| 15-8-1993                                                               | Asunción                                                                | Paraguay                                                                | 2 – 1                                                                   | Perù                                                                    | Qual. Mondiali 1994                                                     | -1; 1                                                                   |                                                                         |
| 22-8-1993                                                               | Asunción                                                                | Paraguay                                                                | 1 – 1                                                                   | Colombia                                                                | Qual. Mondiali 1994                                                     | -1                                                                      |                                                                         |
| 29-8-1993                                                               | Buenos Aires                                                            | Argentina                                                               | 0 – 0                                                                   | Paraguay                                                                | Qual. Mondiali 1994                                                     | -                                                                       | 52’                                                                     |
| 5-9-1993                                                                | Lima                                                                    | Perù                                                                    | 2 – 2                                                                   | Paraguay                                                                | Qual. Mondiali 1994                                                     | -2                                                                      | 23’                                                                     |
| 21-4-1996                                                               | Asunción                                                                | Paraguay                                                                | 3 – 0                                                                   | Bosnia ed Erzegovina                                                    | Amichevole                                                              | -                                                                       |                                                                         |
| 24-4-1996                                                               | Barranquilla                                                            | Colombia                                                                | 1 – 0                                                                   | Paraguay                                                                | Qual. Mondiali 1998                                                     | -                                                                       |                                                                         |
| 2-6-1996                                                                | Montevideo                                                              | Uruguay                                                                 | 0 – 2                                                                   | Paraguay                                                                | Qual. Mondiali 1998                                                     | -                                                                       | 55’                                                                     |
| 1-9-1996                                                                | Buenos Aires                                                            | Argentina                                                               | 1 – 1                                                                   | Paraguay                                                                | Qual. Mondiali 1998                                                     | -1; 1                                                                   |                                                                         |
| 9-10-1996                                                               | Asunción                                                                | Paraguay                                                                | 2 – 1                                                                   | Cile                                                                    | Qual. Mondiali 1998                                                     | -1                                                                      |                                                                         |
| 10-11-1996                                                              | Asunción                                                                | Paraguay                                                                | 1 – 0                                                                   | Ecuador                                                                 | Qual. Mondiali 1998                                                     | -                                                                       |                                                                         |
| 15-12-1996                                                              | La Paz                                                                  | Bolivia                                                                 | 0 – 0                                                                   | Paraguay                                                                | Qual. Mondiali 1998                                                     | -                                                                       | 19’                                                                     |
| 12-2-1997                                                               | Asunción                                                                | Paraguay                                                                | 2 – 1                                                                   | Perù                                                                    | Qual. Mondiali 1998                                                     | -1                                                                      |                                                                         |
| 2-4-1997                                                                | Asunción                                                                | Paraguay                                                                | 2 – 1                                                                   | Colombia                                                                | Qual. Mondiali 1998                                                     | -                                                                       | 76’                                                                     |
| 4-6-1997                                                                | Saint Louis                                                             | Stati Uniti                                                             | 0 – 0                                                                   | Paraguay                                                                | Amichevole                                                              | -                                                                       |                                                                         |
| 11-6-1997                                                               | Cochabamba                                                              | Paraguay                                                                | 1 – 0                                                                   | Cile                                                                    | Coppa America 1997 - 1º turno                                           | -                                                                       |                                                                         |
| 14-6-1997                                                               | Cochabamba                                                              | Paraguay                                                                | 2 – 0                                                                   | Ecuador                                                                 | Coppa America 1997 - 1º turno                                           | -                                                                       |                                                                         |
| 17-6-1997                                                               | Cochabamba                                                              | Argentina                                                               | 1 – 1                                                                   | Paraguay                                                                | Coppa America 1997 - 1º turno                                           | -1; 1                                                                   | ?’                                                                      |
| 22-6-1997                                                               | Santa Cruz de la Sierra                                                 | Brasile                                                                 | 2 – 0                                                                   | Paraguay                                                                | Coppa America 1997 - Quarti di finale                                   | -2                                                                      | 65’                                                                     |
| 10-9-1997                                                               | Asunción                                                                | Paraguay                                                                | 2 – 1                                                                   | Bolivia                                                                 | Qual. Mondiali 1998                                                     | -1                                                                      |                                                                         |
| 12-10-1997                                                              | Asunción                                                                | Paraguay                                                                | 1 – 0                                                                   | Venezuela                                                               | Qual. Mondiali 1998                                                     | -                                                                       |                                                                         |
| 8-2-1998                                                                | Asunción                                                                | Paraguay                                                                | 4 – 0                                                                   | Polonia                                                                 | Amichevole                                                              | -                                                                       | 89’                                                                     |
| 22-4-1998                                                               | Parma                                                                   | Italia                                                                  | 3 – 1                                                                   | Paraguay                                                                | Amichevole                                                              | -3                                                                      |                                                                         |
| 17-5-1998                                                               | Tokyo                                                                   | Giappone                                                                | 1 – 1                                                                   | Paraguay                                                                | Amichevole                                                              | -1                                                                      |                                                                         |
| 21-5-1998                                                               | Kōbe                                                                    | Rep. Ceca                                                               | 1 – 0                                                                   | Paraguay                                                                | Amichevole                                                              | -1                                                                      |                                                                         |
| 1-6-1998                                                                | Eindhoven                                                               | Paesi Bassi                                                             | 5 – 1                                                                   | Paraguay                                                                | Amichevole                                                              | -5                                                                      |                                                                         |
| 3-6-1998                                                                | Bucarest                                                                | Romania                                                                 | 3 – 2                                                                   | Paraguay                                                                | Amichevole                                                              | -1                                                                      | 59’                                                                     |
| 12-6-1998                                                               | Montpellier                                                             | Paraguay                                                                | 0 – 0                                                                   | Bulgaria                                                                | Mondiali 1998 - 1º turno                                                | -                                                                       |                                                                         |
| 19-6-1998                                                               | Saint-Étienne                                                           | Paraguay                                                                | 0 – 0                                                                   | Spagna                                                                  | Mondiali 1998 - 1º turno                                                | -                                                                       |                                                                         |
| 24-6-1998                                                               | Tolosa                                                                  | Nigeria                                                                 | 1 – 3                                                                   | Paraguay                                                                | Mondiali 1998 - 1º turno                                                | -1                                                                      |                                                                         |
| 28-6-1998                                                               | Lens                                                                    | Francia                                                                 | 1 – 0 gg                                                                | Paraguay                                                                | Mondiali 1998 - Ottavi di finale                                        | -1                                                                      | 19’                                                                     |
| 13-10-1999                                                              | Chicago                                                                 | Messico                                                                 | 0 – 1                                                                   | Paraguay                                                                | Amichevole                                                              | -                                                                       |                                                                         |
| 3-11-1999                                                               | Buenos Aires                                                            | Bolivia                                                                 | 0 – 0                                                                   | Paraguay                                                                | Amichevole                                                              | -                                                                       |                                                                         |
| 17-11-1999                                                              | Maldonado                                                               | Uruguay                                                                 | 0 – 1                                                                   | Paraguay                                                                | Amichevole                                                              | -                                                                       | ?’                                                                      |
| 29-3-2000                                                               | Lima                                                                    | Perù                                                                    | 2 – 0                                                                   | Paraguay                                                                | Qual. Mondiali 2002                                                     | -2                                                                      | 53’                                                                     |
| 26-4-2000                                                               | Asunción                                                                | Paraguay                                                                | 1 – 0                                                                   | Uruguay                                                                 | Qual. Mondiali 2002                                                     | -                                                                       |                                                                         |
| 3-6-2000                                                                | Asunción                                                                | Paraguay                                                                | 3 – 1                                                                   | Ecuador                                                                 | Qual. Mondiali 2002                                                     | -1                                                                      |                                                                         |
| 9-6-2000                                                                | Sydney                                                                  | Australia                                                               | 0 – 0                                                                   | Paraguay                                                                | Amichevole                                                              | -                                                                       |                                                                         |
| 12-6-2000                                                               | Brisbane                                                                | Australia                                                               | 0 – 0                                                                   | Paraguay                                                                | Amichevole                                                              | -                                                                       |                                                                         |
| 15-6-2000                                                               | Melbourne                                                               | Australia                                                               | 2 – 1                                                                   | Paraguay                                                                | Amichevole                                                              | -2                                                                      | 90+1’                                                                   |
| 21-6-2000                                                               | Ciudad del Este                                                         | Paraguay                                                                | 1 – 0                                                                   | Costa Rica                                                              | Amichevole                                                              | -                                                                       |                                                                         |
| 29-6-2000                                                               | Santiago del Cile                                                       | Cile                                                                    | 3 – 1                                                                   | Paraguay                                                                | Qual. Mondiali 2002                                                     | -3                                                                      |                                                                         |
| 18-7-2000                                                               | Asunción                                                                | Paraguay                                                                | 2 – 1                                                                   | Brasile                                                                 | Qual. Mondiali 2002                                                     | -1                                                                      |                                                                         |
| 27-7-2000                                                               | La Paz                                                                  | Bolivia                                                                 | 0 – 0                                                                   | Paraguay                                                                | Qual. Mondiali 2002                                                     | -                                                                       | 46’                                                                     |
| 2-9-2000                                                                | Asunción                                                                | Paraguay                                                                | 3 – 0                                                                   | Venezuela                                                               | Qual. Mondiali 2002                                                     | -                                                                       |                                                                         |
| 7-10-2000                                                               | Bogotà                                                                  | Colombia                                                                | 0 – 2                                                                   | Paraguay                                                                | Qual. Mondiali 2002                                                     | 1                                                                       | 59’                                                                     |
| 15-11-2000                                                              | Asunción                                                                | Paraguay                                                                | 5 – 1                                                                   | Perù                                                                    | Qual. Mondiali 2002                                                     | -1; 1                                                                   |                                                                         |
| 28-3-2001                                                               | Montevideo                                                              | Uruguay                                                                 | 0 – 1                                                                   | Paraguay                                                                | Qual. Mondiali 2002                                                     | -                                                                       | 75’                                                                     |
| 2-6-2001                                                                | Asunción                                                                | Paraguay                                                                | 1 – 0                                                                   | Cile                                                                    | Qual. Mondiali 2002                                                     | -                                                                       |                                                                         |
| 28-6-2001                                                               | Tokyo                                                                   | Paraguay                                                                | 2 – 0                                                                   | Jugoslavia                                                              | Amichevole                                                              | -                                                                       |                                                                         |
| 1-7-2001                                                                | Sapporo                                                                 | Giappone                                                                | 2 – 0                                                                   | Paraguay                                                                | Amichevole                                                              | -2                                                                      |                                                                         |
| 15-8-2001                                                               | Porto Alegre                                                            | Brasile                                                                 | 2 – 0                                                                   | Paraguay                                                                | Qual. Mondiali 2002                                                     | -                                                                       | 84’                                                                     |
| 5-9-2001                                                                | Asunción                                                                | Paraguay                                                                | 5 – 1                                                                   | Bolivia                                                                 | Qual. Mondiali 2002                                                     | -1; 1                                                                   |                                                                         |
| 7-10-2001                                                               | Asunción                                                                | Paraguay                                                                | 2 – 2                                                                   | Argentina                                                               | Qual. Mondiali 2002                                                     | -2; 1                                                                   |                                                                         |
| 26-3-2002                                                               | Londra                                                                  | Nigeria                                                                 | 1 – 1                                                                   | Paraguay                                                                | Amichevole                                                              | -                                                                       | 46’                                                                     |
| 17-5-2002                                                               | Stoccolma                                                               | Svezia                                                                  | 1 – 2                                                                   | Paraguay                                                                | Amichevole                                                              | -1                                                                      |                                                                         |
| 7-6-2002                                                                | Jeonju                                                                  | Spagna                                                                  | 3 – 1                                                                   | Paraguay                                                                | Mondiali 2002 - 1º turno                                                | -3                                                                      |                                                                         |
| 12-6-2002                                                               | Seogwipo                                                                | Slovenia                                                                | 1 – 3                                                                   | Paraguay                                                                | Mondiali 2002 - 1º turno                                                | -1                                                                      |                                                                         |
| 15-6-2002                                                               | Seogwipo                                                                | Germania                                                                | 1 – 0                                                                   | Paraguay                                                                | Mondiali 2002 - Ottavi di finale                                        | -1                                                                      |                                                                         |
| 29-3-2003                                                               | Alajuela                                                                | Costa Rica                                                              | 2 – 1                                                                   | Paraguay                                                                | Amichevole                                                              | -1                                                                      | 46’                                                                     |
| 2-4-2003                                                                | Tegucigalpa                                                             | Honduras                                                                | 1 – 1                                                                   | Paraguay                                                                | Amichevole                                                              | -1                                                                      | 46’                                                                     |
| Totale                                                                  |                                                                         | Presenze                                                                | 74                                                                      |                                                                         | Reti                                                                    | -68; 8                                                                  |                                                                         |

## Palmarès

### Club

#### Competizioni nazionali
- Campionato paraguaiano: 1

Guaraní: 1984
- Campionato argentino: 4

Vélez Sarsfield: Clausura 1993, Apertura 1995, Clausura 1996, Clausura 1998
- Coppa di Francia: 1

Strasburgo: 2000-2001
- Campionato uruguaiano: 1

Peñarol: 2003

#### Competizioni internazionali
- Coppa Libertadores: 1

Vélez Sarsfield: 1994
- Coppa Intercontinentale: 1

Vélez Sarsfield: 1994
- Coppa Interamericana: 1

Vélez Sarsfield: 1994
- Supercoppa Sudamericana: 1

Vélez Sarsfield: 1996
- Recopa Sudamericana: 1

Vélez Sarsfield: 1997

### Individuale
- Equipo Ideal de América: 6

1994, 1995, 1996, 1997, 1998, 1999
- Miglior portiere dell'anno IFFHS: 3

1995, 1997, 1998
- Miglior giocatore del campionato argentino: 1

1996
- Calciatore sudamericano dell'anno: 1

1996